# Rödinghausen
Rödinghausen è un comune di 9 712 abitanti della Renania Settentrionale-Vestfalia, in Germania.
Appartiene al distretto governativo (Regierungsbezirk) di Detmold ed al circondario (Kreis) di Herford (targa HF).